# Система Техасского университета A&M
Система Техасского университета A&M (англ. Texas A&M University System) — государственная университетская система в штате Техас, является одной из шести независимых университетских систем штата.
Это одна из крупнейших систем высшего образования в Соединенных Штатах с бюджетом в 6,3 миллиарда долларов. Через сеть из 11 университетов Техасская система A&M обучает более 153 000 студентов. Общесистемные расходы на исследования и разработки превысили 996 миллионов долларов в 2017 финансовом году и помогли стимулировать экономику штата.

## История и деятельность
Основателем системы Техасского университета A&M в 1948 году является её флагман — Техасский университет A&M, образованный в 1876 году. Техасский университет в Арлингтоне был членом системы Техасского университета A&M с 1917 по 1965 год.
В cистему Техасского университета A&M входят:
| Университет                                    | Год основания | Год вхождения в систему A&M | Абитуриентов | Площадь в акрах | Средства                         | Классификация Карнеги            |
| ---------------------------------------------- | ------------- | --------------------------- | ------------ | --------------- | -------------------------------- | -------------------------------- |
| Техасский университет A&M                      | 1876          | 1876                        | 59 335       | 5500            | $11,6 миллиарда (на всю систему) | Очень высокая научная активность |
| Международный Техасский университет A&M        | 1969          | 1989                        | 6853         | 300             |                                  | Магистерский (большой выпуск)    |
| Техасский университет A&M в Коммерсе           | 1889          | 1996                        | 10 647       |                 | $13 миллионов                    | Докторский/исследовательский     |
| Техасский университет A&M в Корпус-Кристи      | 1947          | 1989                        | 10 169       | 240             |                                  | Докторский/исследовательский     |
| Техасский университет A&M в Сан-Антонио        | 2009          | 2009                        | 3500         |                 |                                  |                                  |
| Техасский университет A&M в Кингсвилле         | 1925          | 1989                        | 6737         | 1600            |                                  | Докторский/исследовательский     |
| Университет A&M в Прейри-Вью                   | 1875          | 1876                        | 8608         | 1440            | $34 миллиона                     | Магистерский (большой выпуск)    |
| Тарлтонский университет                        | 1899          | 1917                        | 9462         | 1973            |                                  | Магистерский (большой выпуск)    |
| Техасский университет A&M в Тексаркане         | 1971          | 1996                        | 1950         |                 |                                  | Магистерский (большой выпуск)    |
| Университет A&M западного Техаса               | 1910          | 1990                        | 7843         | 135             |                                  | Магистерский (большой выпуск)    |
| Техасский университет A&M в центральном Техасе | 1999          | 2000                        | 2173         | 672             |                                  |                                  |

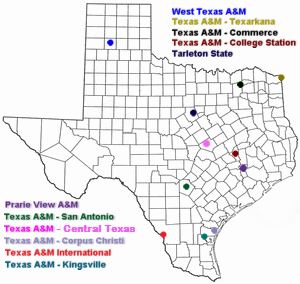
Расположение вузов системы A&M в штате Техас

Система Техасского университета A&M также имеет на территории штата свои агентства (A&M System agencies), которые сосредоточены на решении и улучшении социальных, экономических, образовательных, медицинских и экологических условий жизни техасцев:
- Texas A&M AgriLife Research
- Texas A&M AgriLife Extension Service
- Texas A&M Engineering Experiment Station
- Texas A&M Engineering Extension Service
- Texas A&M Forest Service
- Texas A&M Transportation Institute
- Texas A&M Veterinary Medical Diagnostic Laboratory
- Texas Division of Emergency Management

| Академические единицы: - Texas A&M University School of Law - Texas A&M Baylor College of Dentistry - Texas A&M Health Science Center College of Medicine - Texas A&M Health Science Center Graduate School of Biomedical Sciences - Institute of Biosciences and Technology - Texas A&M Health Science Center Irma Lerma Rangel College of Pharmacy - Texas A&M Health Science Center School of Public Health | Региональные центры: - Texas A&M Health Science Center Coastal Bend Health Education Center - Texas A&M Health Science Center South Texas Center |

Системой Техасского университета A&M управляет Попечительский совет, состоящий из девяти человек, каждый из которых назначается губернатором штата Техас на шестилетний срок. Попечительский совет назначает ректора системы A&M; в разные годы эту должность занимали:
- 1948—1953 − Gibb Gilchrist

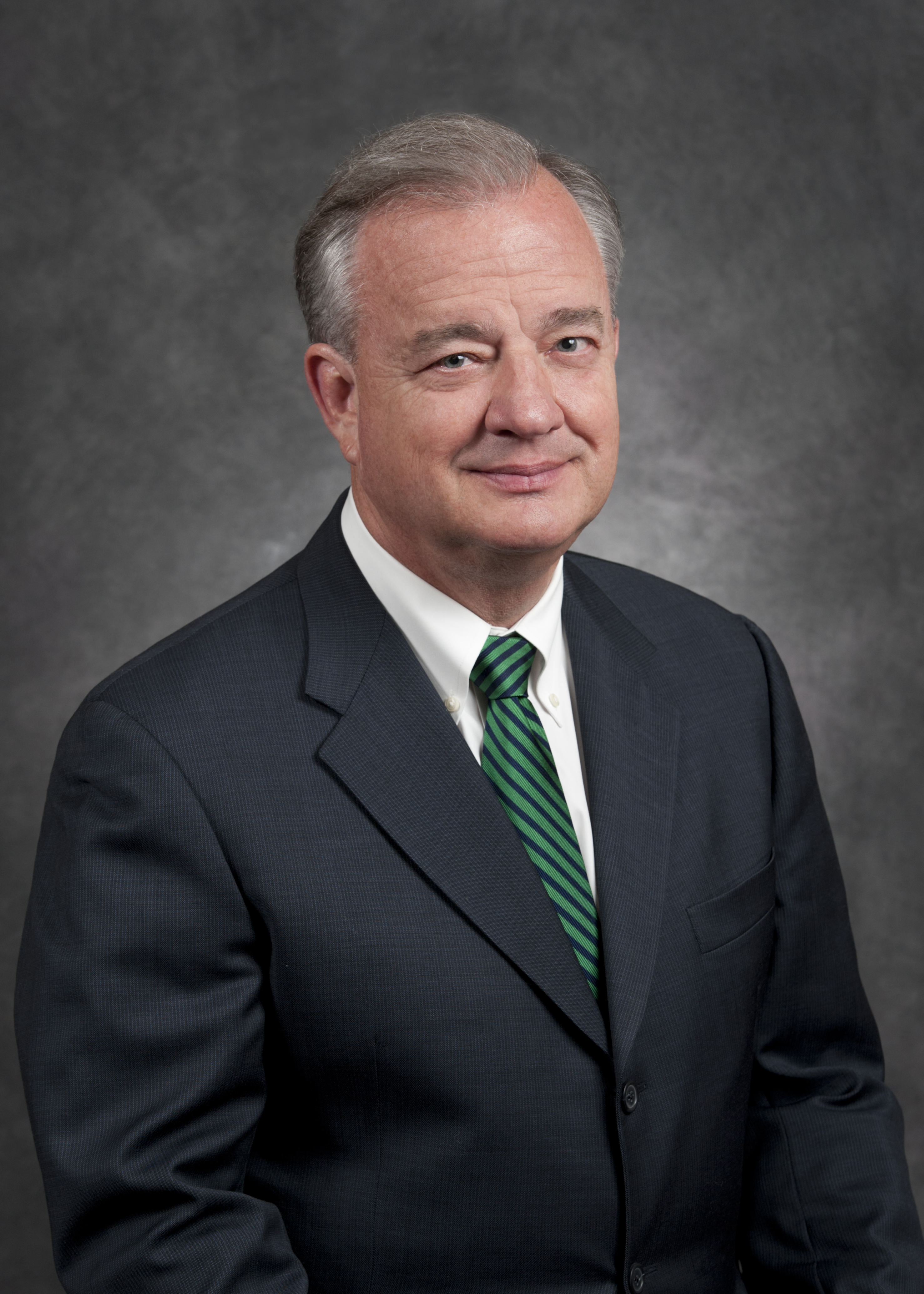
Джон Спенсер Шарп

- 1953—1965 − Marion Thomas Harrington
- 1965—1970 − James Earl Rudder
- 1970—1979 − Jack Kenny Williams
- 1979—1982 − Frank W. R. Hubert
- 1982—1986 − Arthur G. Hansen
- 1986—1990 − Perry L. Adkisson
- 1991—1993 − Herbert H. Richardson
- 1993—1994 − William H. Mobley
- 1994—1999 − Barry B. Thompson
- 1999—2003 − Howard D. Graves
- 2004—2006 − Robert D. McTeer
- 2006—2011 − Michael D. McKinney[12]
- С 2011 − Джон Шарп[англ.][2]